# IC 527
IC 527 — галактика типу SBc у сузір'ї Рись.
Цей об'єкт міститься в оригінальній редакції індексного каталогу.